# Les Loulous
Pour plus de détails, voir Fiche technique et Distribution.
Les Loulous est un film français réalisé par Patrick Cabouat, sorti en 1977.

## Synopsis
Une bande de copains au chômage, menée par Ben, passe leur journée à faire de la moto sur des terrains vagues, à traîner dans un bistrot appartenant à Tramoneur, qui se méfie d'eux mais qui accepte de les accueillir à condition d'être discrets et silencieux, et à draguer des filles. Dans cette cité de banlieue déshumanisée, ces jeunes gens, délaissés par les promoteurs de la ville et les structures d'accueil tentent par ces moyens d'échapper à la solitude et à l'ennui. Leur solitude et leur marginalité leur apparaissent de plus en plus évidentes, prenant conscience de l'existence morose que les adultes semblent leur avoir réservée.
Lors d'un concert de Little Bob Story, Ben tombe amoureux de Marie. Mais, lors d'une soirée dansante, quelques dégâts sont commis dans la Maison des Jeunes. Furieux, Tramoneur se sent aussitôt agressé en tant que contribuable et il interdit l'accès de son café à la bande. Mais le frère de Ben, Dédé, le provoque et il est aussitôt abattu par ce dernier. Alors que Ben jure de le venger, il est arrêté par la police qui l'interroge, le brutalise, le menace. Le jeune homme est finalement conduit dans un hôpital psychiatrique où il perd la raison. Et c'est dans une vision apocalyptique qu'il finit de régler ses comptes avec cette société qui l'a rejeté et qu'il méprise...

## Fiche technique
- Titre : Les Loulous
- Autres titres :
  - Tu veux jouer les durs et tu touches pas ta bille
  - Furie
- Réalisation : Patrick Cabouat
- Assistant réalisateur : Bernard Cohn
- Scénario : Patrick Cabouat et Marc Casanova
- Photographie : Lionel Legros
- Son : Pierre Befve
- Musique : Horacio Vaggione et Élisabeth Wiener
- Montage : Brigitte Sousselier
- Sociétés de production : Alexia Films - Stephan Films
- Pays d'origine :  France
- Durée : 90 minutes
- Date de sortie : France, 16 mars 1977

## Distribution
- Jean-Louis Robert : Ben
- Valérie Mairesse : Marie
- Charlie Nelson : Dédé
- Françoise Pagès : Tina
- Toufik Ouchene : La Fouine
- Daniel Collombel : Jacky
- Dominique Breton : Georges
- Bellali Larbi : Afid
- Little Bob : Lui-même sur scène
- Raoul Billerey : Tramoneur, le patron du Favori
- Philippe Brizard : Commissaire Aubry
- Alain David : Commissaire Lenoir
- Hélène Surgère : La mère de Ben
- Roger Desbrosses : Le gardien
- Raymond de Baecker et Gabriel Garran : Psychiatres
- Michel Chalmeau et Chantal Petit : Internes
- Philippe Guérault : L'infirmier
- Anne Stern : La nympho
- Jacques Chevalier : Loulou
- Jean Turpin : Le schizo